# Ewelina Maculewicz
Ewelina Maculewicz – polski naukowiec, doktor habilitowany nauk medycznych i nauk o zdrowiu, profesor nadzwyczajny. Jej działalność naukowa obejmuje biologię molekularną i genetykę medyczną, medycynę sportową, genetyczno-fizjologiczne aspekty sprawności fizycznej, genetyczne uwarunkowania otyłości, prewencję urazów narządu ruchu, fizjologię, zdrowie publiczne i biologię człowieka
.

## Życiorys
W 2010 roku ukończyła studia na Akademii Wychowania Fizycznego i Sportu w Gdańsku na kierunku wychowanie fizyczne. W 2018 roku uzyskała stopień naukowy doktora nauk medycznych w dyscyplinie biologia medyczna ze specjalnością genetyka i fizjologia w Wojskowym Instytucie Higieny i Epidemiologii im. gen. Karola Kaczkowskiego w Warszawie. Rada Naukowa Wojskowego Instytutu Higieny i Epidemiologii nadała rozprawie doktorskiej wyróżnienie. W 2023 roku otrzymała stopień doktora habilitowanego nauk medycznych i nauk o zdrowiu w dyscyplinie nauki o zdrowiu, nadany przez Radę Naukową Dyscypliny Nauki o Zdrowiu Pomorskiego Uniwersytetu Medycznego w Szczecinie.
Pracę zawodową rozpoczęła po studiach na stanowisku asystenta w Zakładzie Biomedycznych Podstaw Zdrowia Akademii Wychowania Fizycznego i Sportu w Gdańsku, następnie pracę kontynuowała jako adiunkt w Samodzielnej Pracowni Fizjologii Stosowanej Wojskowego Instytutu Higieny i Epidemiologii im. gen. Karola Kaczkowskiego w Warszawie. Obecnie jest kierownikiem Pracowni Biologii Molekularnej Wojskowego Instytutu Medycyny Lotniczej w Warszawie, profesorem Wojskowego Instytutu Medycyny Lotniczej w Warszawie oraz profesorem Akademii Wychowania Fizycznego Józefa Piłsudskiego w Warszawie.
Od 2022 roku jest członkiem Rady Wydziału Wychowania Fizycznego AWF w Warszawie, Rady Nauk o Kulturze Fizycznej AWF Warszawa, Centre for Technology and Knowledge Transfer AWF w Warszawie oraz przewodniczącą Senackiej Komisji Etyki Badań Naukowych w kadencji Senatu AWF Warszawa na lata 2024–2028.

## Dorobek naukowy
Autorka i współautorka 73 oryginalnych artykułów naukowych, recenzentka prac badawczych w licznych czasopismach naukowych.
Członek komitetów naukowych i organizacyjnych konferencji krajowych i zagranicznych, a także prelegentka na konferencjach ogólnopolskich i międzynarodowych. Kierownik i wykonawca licznych grantów finansowanych m.in. przez Ministerstwo Obrony Narodowej oraz Narodowe Centrum Nauki. Promotor i promotor pomocniczy w przewodach doktorskich, opiekun naukowy kół studenckich AWF Warszawa. Opiekun stażu naukowego polskich i zagranicznych doktorantów.

## Nagrody, wyróżnienia i osiągnięcia
W 2018 roku Rada Naukowa Wojskowego Instytutu Higieny i Epidemiologii nadała wyróżnienie przedłożonej rozprawie doktorskiej.
Trzykrotnie otrzymała Nagrodę Rektorską za osiągnięcia naukowe przez JM Rektora w Akademii Wychowania Fizycznego w Warszawie oraz wyróżnienie za osiągnięcia organizacyjne przyznane przez JM Rektora w Akademii Wychowania Fizycznego w Warszawie.
W 2023 roku otrzymała stypendium naukowe dla wybitnych młodych naukowców za działalność naukową przyznane przez Ministerstwo Edukacji i Nauki.